# Божия коровка (альбом)
«Божия коровка» — студийный электрический альбом Ольги Арефьевой и группы «Ковчег».

## Список композиций
Все песни написаны Ольгой Арефьевой.
| №   | Название           | Длительность |
| --- | ------------------ | ------------ |
| 1.  | «Кобыла»           | 6:46         |
| 2.  | «В Верхнюю Салду»  | 3:58         |
| 3.  | «Божия коровка»    | 3:17         |
| 4.  | «Квинтолов»        | 3:13         |
| 5.  | «Кампари»          | 3:36         |
| 6.  | «Се ля ви»         | 4:04         |
| 7.  | «Армия тепла»      | 4:30         |
| 8.  | «Come back»        | 0:37         |
| 9.  | «Ты и я»           | 5:52         |
| 10. | «Картонное пальто» | 2:11         |
| 11. | «Про фольгу»       | 3:54         |
| 12. | «Моление»          | 4:44         |
| 13. | «Авось и Ёри»      | 4:35         |
| 14. | «Одинокое время»   | 3:11         |

## Участники записи
- Ольга Арефьева — вокал
- Михаил Трофименко — гитара, мандолина, флейта (3,14), вокал, слайд-бас (3,5,9), клавишные (2,7,9), сведение, мастеринг
- Всеволод Королюк — бас-гитара, вокал, клавишные (12,13), флейта (1)
- Борис Марков — барабаны, перкуссия, вокал
- Александр Соков — соло-гитара (3)

Оформление альбома
- Сергей Сольми — обложка
- Алексей Барский — дизайн, вёрстка, фото